# كوشفادا كومودوغه
كوشفادا كومودوغه (تختصر إلى Kommodore) هو منصب (وليس رتبة) للوفتفافه، والذي أنش أثناء الحرب العالمية الثانية. عادة ما يكون رتبة أو أف 5 لأوبرست (عقيد) أو كبابت زور سي (كابتن البحرية). يقوم كوشفادا كومودوغه بقيادة كوشفادا (الجناح)، والذي يحتوي بدوره كغوبن (مجموعات) كل منها يقودها كوغتنكومنديغا (قائد المجموعة).